# Fluer - af Betydning for Mennesker og Husdyr
Fluer - af Betydning for Mennesker og Husdyr er en dansk oplysningsfilm.

## Handling
En film om fluer, deres liv og bekæmpelse. Forskellige fluearter udgør mange steder en plage i det daglige liv. De har økonomisk betydning ved at forringe husdyrenes produktion og arbejdsydelse, og de er sundshedfarlige, fordi de kan overføre sygdomskim til mennesker og dyr. Særligt kvæget på marken plages af talrige fluearter såsom "Den lille stikflue" (Lyperosia irritans), "Efteraars-stikfluen" (Hæmatobia stimulans), "Kvægfluen" (Musca autumnails), "Den grønne kokasseflue" (Cryptolucilia) og "Den gule gødningsflue" (Scatophaga). Men fluerne trives også i stalde og huse. Her kan man møde arter som "Stuefluen" (Musca domestica) og "Stikfluen" (Stommoxys calcitrans). Filmen giver forskellige bud på, hvordan skadedyrene kan bekæmpes.